# Савойське (Конотопський район)
Саво́йське —  село в Україні, у Бочечківській сільській громаді Конотопського району Сумської області. Населення становить 60 осіб. Колишній орган місцевого самоврядування — Сахнівська сільська рада.

## Географія
Село Савойське розташоване біля витоків струмка без назви, який через 9 км впадає у річку Єзуч. Примикає до села Бондарі.
Поруч невеликий лісовий масив, урочище Монаське.

## Історія
Село постраждало внаслідок геноциду українського народу, проведеного окупаційним урядом СССР 1923-1933 та 1946-1947 роках.
Точно невідомо, коли було засновано Савойське, але є згадка про «хутора старшинские», власниками двох з них були Семен Єзучевський та Іван Єзучевський, це було приблизно у 1740-х роках, але точної інформації про існування хутора з такою назвою немає. [1, с. 217]. Скоріше за все, населений пункт був заснований між 1737 та 1859 роками. В «Списке населенных мест Российской Империи» за даними 1859 року (книжка видана у 1866 році), вказаний «хутор Савойскій (Езучевскій), що знаходиться за 5 верст від Конотопа (це, скоріше за все помилка, бо Савойське знаходиться за 15,4 кілометра від Конотопа, а 15 верст це приблизно 15,3 кілометра, що більше підходить) [2, с. 77].             Сучасне село знаходиться на карті біля  «хутора Язычевского», це можна спостерігати, наклавши сучасну карту на «Военно-топографическую карту Российской Империи», використовуючи файли прив’язки карт. Цікавим є те, що паралельно з «хутором Язычевского (Езучевскім)», який позначений на карті, існував вже описаний «хутор Савойскій (Езучевскій)», який і став селом Савойським. Зважаючи на те, що масштаб «трьохверстовки Шуберта», на якій позначено «хутор Язычевского», три кілометри в одному сантиметрі, то можна сказати, що сучасне Савойське злилося з «хутором Язычевского» на карті та саме Савойське на картах того періоду не позначалося. На картах часів СРСР населений пункт має назву «Село Савойське». У «списку» з станом на 1859 рік  не зазначено існування жодних навчальних закладів, ярмарок, поштових станцій, базарів, фабрик та заводів у цьому населеному пункті також не було. На даний момент інформації про діяльність якоїсь з вищезазначених установ немає.    У «Списку населенных мест Черниговской губерни» за даними 1859 року на Сайоському хуторі населення складало 34 особи, а у виданні 1902 року за даними 1901 року, населення складало 258 осіб. На даний момент інформації про діяльність якоїсь з вищезазначених установ немає.   З 2017 року Савойське почало підкорядковуватись Бочечківській територіальний громаді.

## Населення

### Мова
Розподіл населення за рідною мовою за даними перепису 2001 року:
| Мова       | Кількість | Відсоток |
| ---------- | --------- | -------- |
| українська | 60        | 100%     |